# Puig de les Piles
El Puig de les Piles és una muntanya de 106 metres que es troba al municipi de Sant Mori, a la comarca catalana de l'Alt Empordà.